# Åklagarväsendet
Åklagarväsendet är den offentliga myndighet som för statens talan vid brottmål.

## Danmark
Högste chef för åklagarväsendet i Danmark är justitieministern. Den övre åklagarmyndigheter i Danmark är rigsadvokaten (riksåklagaren) och statsadvokaterna (statsåklagarna).De 12 regionala polisdirektörerna (länspolismästarna) är åklagarmyndigheter och det är också politimesteren på Färöarna och politimesteren i Grönland.
I sin egenskap av åklagarmyndighet lyder politidirektør under statsadvokaten, men i sin egenskap av polischef under rigspolitichefen (rikspolischefen).
- Se även: Polisens grader i Danmark
- Extern länk: Anklagemyndigheten

## Finland
Åklagarväsendet i Finland leds av riksåklagaren, som utnämns av republikens president. 

### Lokala åklagarmyndigheter
- Åklagarämbetet i Helsingfors: säte i Helsingfors, inga servicebyråer
- Åklagarämbetet i Västra Nyland: säte i Esbo, servicebyråer i Lojo og Ekenäs
- Åklagarämbetet i Östra Nyland: säte i Vanda, servicebyrå i Borgå
- Åklagarämbetet i Egentliga Tavastland: säte i Träskända, servicebyrå i Tavastehus
- Åklagarämbetet i Päijänne-Tavastland: säte i Lahtis, inga servicebyråer
- Åklagarämbetet i Sydöstra Finland: säte i Kouvola, servicebyråer i Kotka og Villmanstrand
- Åklagarämbetet i Egentliga Finland: säte i Åbo, servicebyråer i Reso og Salo
- Åklagarämbetet i Birkaland: säte i Tammerfors, servicebyrå i Mänttä
- Åklagarämbetet i Satakunta: säte i Björneborg, servicebyrå i Raumo
- Åklagarämbetet i Österbotten: säte i Vasa, servicebyråer i Kauhajoki, Karleby, Lappo, Jakobstad og Seinäjoki
- Åklagarämbetet i Mellersta Finland: säte i Jyväskylä, servicebyråer i Jämsä og Äänekoski
- Åklagarämbetet i Östra Finland: säte i Sankt Michel, servicebyråer i Idensalmi, Joensuu, Kuopio, Pieksämäki, Nyslott og Varkaus
- Åklagarämbetet i Uleåborg: säte i Uleåborg, servicebyråer i Haapajärvi, Kajana, Kuusamo, Brahestad og Ylivieska
- Åklagarämbetet i Lappland: säte i Rovaniemi, servicebyråer i Ivalo, Kemi, Kemijärvi, Sodankylä og Torneå
- Landskapsåklagarämbetet i landskapet Åland: säte i Mariehamn, inga servicebyråer

## Sverige
Från 1600-talet var kronofogden och kronolänsmannen åklagare på landet. I städerna var stadsfiskalerna åklagare. Dessutom fanns i varje län en eller flera landsfiskaler, som förde talan i mål som särskilt berörde kronan. Högste åklagare i riket var justitiekanslern. Genom landsstatsreformen 1918 avskaffades kronofogdeämbetet och ersattes av en landsfogde, som var länsåklagare och  länspolischef. Kronolänsmans- och landsfiskalstjänsterna slogs samman till ett ämbete, landsfiskalens. I städerna bibehölls den tidigare kommunala organisationen. Från 1918 fanns alltså två typer av lokala åklagarmyndigheter. På landet var statliga landsfiskaler allmänna åklagare. De var även chefer för den kommunala polisen och för utsökningsväsendet. I städerna var kommunala stadsfiskaler allmänna åklagare. De var också, i de flesta fall, polischefer. Vid rättegångsbalkens ikraftträdande 1948 ersattes justitiekanslern av riksåklagaren som rikets högste allmänne åklagare, under vilken åklagarväsendet hierarkiskt sorterade, om än i självständiga myndigheter, enligt den organisation som infördes 1918.
År 1965 förstatligades, förenhetligades och centraliserades det svenska åklagarväsendet. Åklagar-, polis- och utsökningsväsende skiljdes åt. Antalet åklagardistrikt minskade från 383 till 90, som var och en ställdes under ledning av en chefsåklagare. I varje län ersattes landsfogden av en länsåklagarmyndighet under ledning av en länsåklagare. År 1985 ersattes de 21 länsåklagarmyndigheterna av 13 regionåklagarmyndigheter och en särskild statsåklagarmyndighet för speciella mål inrättades. År 1996 infördes en ny åklagarorganisation. Landet delades in i sju åklagarregioner, med en åklagarmyndighet i varje region, som leddes av en överåklagare. På lokal nivå bestod åklagarväsendet av 41 åklagarkammare under ledning av en chefsåklagare.
Genom en reform 1 januari 2005 slogs åklagarväsendet samman till en enda myndighet, under beteckningen Åklagarmyndigheten.

## Island
Åklagarväsendet på Island utgörs dels av riksåklagarämbetet, dels av den polisiära åklagarmyndigheten. Riksåklagaren är högsta åklagarmyndighet på Island. Han biträds av en biträdande riksåklagare och tre statsåklagare. Riksåklagarämbetet är åklagarmyndighet vid grövre brottmål samt vid Högsta domstolen. Ämbetet överprövar även beslut som fattats av den polisiära åklagarmyndigheten. Under rikspolischefen sorterar en statsåklagare för ekonomiska brott. Varje polismyndighet är också lokal åklagarmyndighet. I Reykjavik finns en statsåklagare till polismästarens förfogande. I övrigt utövas åklagarväsendet av högre polistjänstemän med juristutbildning.
- Polisens grader på Island

## Ryssland

Tjänstemärke för Ryska federationens generalprokuratorsämbete.

Som i Sverige utgörs det ryska åklagarväsende av en myndighet, Генеральная прокуратура Российской федерации (Ryska federationens generalprokuratur) under ledning av den ryske riksåklagaren, Ryska Federationens Generalprokurator. Han väljs av Federationsrådet på förslag av presidentent. Vid sidan om att föra statens talan vid brottmål och i andra ärenden har generalprokuratorn också att övervaka rättstillämpningen vid de polisära myndigheterna.
Organisatoriskt finns en prokuratur med underordade distriktsåklagare i vart och ett av Rysslands 89 federationssubjekt. Vid sidan av dessa finns åklagarkammare för speciella mål, till exempel den interregionala åklagarkammaren för naturskyddsmål i Tver. Det militära åklagarväsendet är underordnat generalprokuratorn, men leds av en militär överprokurator och dess personal är justitieofficerare (auditörer). Under generalprokuratorn lyder också tre akademiska institut: Forskningsinstitutet för rättssäkerhet, Högskolan för åklagarväsendets högre ledningspersonal samt Åklagarinstitutet vid Moskvas statliga juridiska högskola.
- Åklagarnas grader i Ryssland

## Skottland
Skottland har ett eget rättssystem och domstolsväsende och följaktligen ett åklagarväsende - Crown Office and Procurator Fiscal Service - som är skilt från det som finns i England och Wales. Det skotska åklagarväsendet har till uppdrag att genomföra förundersökningar och väcka åtal vid brott, genomföra förundersökningar vid plötsliga eller misstänkta dödsfall samt genomföra utredning, förundersökning och åtal vid brott begångna av polisen. Det bevakar även kronans arvsrätt och rätt till jordfynd och skattefynd.
Chefen för det skotska åklagarväsendet är Lord Advocate som biträds av en Solicitor General for Scotland. Bägge dessa befattningar är politiskt tillsatta och ingående i den skotska regeringen. Om regeringen avgår, så avgår också innehavarna av dessa ämbeten. Lord Advocate fungerar både som den skotska regeringens juridiske rådgivare och som motsvarighet till Sveriges justitiekansler och riksåklagare. Vid de allvarligaste brotten för hon själv talan inför High Court of Justiciary - den högsta kriminaldomstolen. Hon representerar även den skotska regeringen i civilmål.
Ansvaret för den dagliga verksamheten vid det skotska åklagarväsendet är Crown Agent. Han är Lord Advocates rådgivare i frågor rörande brottmål och åtal och leder och fördelar arbetet vid åklagarväsendet. I normfalfallet först talan inför högsta kriminaldomstolen av en Advocate Depute. Vid de lägre domstolarna förs talan av en Procurator Fiscal.
Skottland är indelat i elva åklagardistrikt, var och en under ledning av en Area Procurator Fiscal. Sju av dessa har samma utsträckning som ett polisdistrikt, medan Strathclydes polisdistrikt är delat på fyra åklagardistrikt.

## USA
I USA finns det parallella system med delstatliga åklagare (som ibland kan vara folkvalda) och federala åklagare.